# Christer Hammargren
Christer Hammargren, född 5 oktober 1944 i Vaggeryd, är en svensk före detta motocrossförare, verksam under 1960- och 1970-talet, främst inom 500cc. En av hans större framgångar var förstaplaceringar i Motocross des Nations (lag-VM) 1970 och 1971.